# Élections générales ontariennes de 1943
L'élection générale ontarienne de 1943 se déroule le 4 août 1943, pour élire 90 députés à l'Assemblée législative de l'Ontario. Le Parti progressiste-conservateur de l'Ontario, dirigé par George Drew, prend le pouvoir au Parti libéral, formant un gouvernement minoritaire. Cette élection marque le début d'un règne conservateur de 42 ans sans interruption.

## Déroulement
Le gouvernement libéral s'était effondré au cours des deux années précédentes en raison d'un conflit entre Mitchell Hepburn, le caucus ontarien et le Parti libéral fédéral.
Hepburn démissionne et Harry Nixon lui succède au début de 1943. Le changement de leadership n'est pas suffisant pour sauver le gouvernement ; l'élection plus tard cette année-là est remportée par le Parti conservateur, récemment renommé « Parti progressiste-conservateur ». Les libéraux tombent en troisième place derrière une nouvelle force politique, la Co-operative Commonwealth Federation de l'Ontario, un parti socialiste dirigé par Ted Jolliffe, qui émerge de la marginalité pour former l'Opposition officielle avec 32 % du vote populaire et 34 sièges à l'Assemblée législative, seulement quatre de moins que les Tories de Drew. Les libéraux et leurs alliés libéraux-progressistes passent de 66 sièges à seulement 15.
Le Parti ouvrier progressiste, qui est le Parti communiste de l'Ontario sous un autre nom (le Parti communiste était illégal à l'époque) remporte des sièges à l'Assemblée législative pour la toute première fois lors de cette élection : A. A. MacLeod dans la circonscription torontoise de Bellwoods et J. B. Salsbert dans St. Andrews.

## Résultats
| Parti progressiste-conservateur | Commonwealth coopératif | Parti libéral | Ouvrier-progressiste | Libéral indépendant |
| 38 sièges                       | 34 sièges               | 15 sièges     | 2 sièges             | 1 siège             |
| ^                               |                         |               |                      |                     |
| minorité                        |                         |               |                      |                     |

| Parti | Parti                     | Chef         | Sièges | Sièges | Sièges  | Voix   | Voix    | Voix |
| ----- | ------------------------- | ------------ | ------ | ------ | ------- | ------ | ------- | ---- |
| Parti | Parti                     | Chef         | 1937   | Élus   | % Diff. | %      | % Diff. |      |
|       | Progressiste-conservateur | George Drew  | 23     | 38     | +65,2 % | 35,7 % | -4,3 %  |      |
|       | Commonwealth coopératif   | Ted Jolliffe | 0      | 34     |         | 31,7 % | +26,1 % |      |
|       | Libéral 1                 | Harry Nixon  | 63     | 15     | -76,2 % | 31,2 % | -20,4 % |      |
|       | Ouvrier-progressiste      |              | -      | 2      |         |        |         |      |
|       | Libéral indépendant       |              | 1      | 1      | -       |        |         |      |
|       | United Farmers of Ontario |              | 1      | *      | -       |        |         |      |
|       | Libéral-Progressiste      |              | 2      | *      | -       |        |         |      |
| Total | Total                     | Total        | 90     | 90     | -       | 100 %  |         |      |

Notes :
1 À la suite de l'élection générale ontarienne de 1937 le député des United Farmers of Ontario Farquhar Oliver se joint formellement au Parti libéral et au conseil des ministres après avoir appuyé le gouvernement de Hepburn pendant plusieurs années. Oliver est réélu sous la bannière du Parti libéral en 1943.

## Source
- (en) Cet article est partiellement ou en totalité issu de l’article de Wikipédia en anglais intitulé « Ontario general election, 1943 » (voir la liste des auteurs).